# دنیس گوردون
دنیس گوردون (انگلیسی: Dennis Gordon; ۷ ژوئن ۱۹۲۴ – مه ۱۹۹۸ (۷۳ ساله)) بازیکن فوتبال بود.
از باشگاه‌هایی که در آن بازی کرده‌است می‌توان به باشگاه فوتبال تاتنهام هاتسپر اشاره کرد.

## یادداشت ها
1. ↑  Some sources spell his name with one "n", but the index of births confirms there to be two.[۱] His birth was registered in the district of ولورهمپتون، of which بیلستون formed part; sources exist for both as his birthplace.